# Batalla de Papáres
La Batalla de Papáres fue un enfrentamiento militar librado en mayo de 1813 entre las fuerzas patriotas y realistas durante la Independencia de Colombia, con victoria de las segundas.

## Antecedentes
Santa Marta, ciudad monárquica de la costa caribeña neogranadina, había sido ocupada por el coronel Pierre Labatut en nombre de la patriota Cartagena de Indias, sin embargo, después de un par de meses de abusos por las tropas ocupantes los habitantes se sublevaron y expulsaron a los revolucionarios el 5 de marzo de 1813. Después de esto, vinieron negociaciones entre el cabildo samario y los cartageneros encabezados por el coronel inglés John Robertson, nombrado gobernador de Santa Marta por los patriotas pero que nunca hizo ocupación efectiva del cargo. Como gesto de buena voluntad, se dejaron libres a varios presos hechos por Labatut y que se habían enviado a Cartagena, como el coronel José Francisco de Munive. También se le enviaron propuestas de paz y se ofreció escuchar y hacer justicia por los abusos sufridos, pero las respuestas del cabildo fueron cordiales aunque dejaron claro que no deseaba incorporarse al bando independentista.
El 20 de abril, llegó desde Riohacha el coronel o brigadier Pedro Ruiz de Porras con algunos soldados, era el gobernador de Santa Marta nombrado por el Consejo de Regencia, y con él empezaron a llegar tropas de línea de Riohacha y Maracaibo, haciéndose preparativos defensivos. Entonces, el gobierno de Manuel Rodríguez Torices ordenó recuperarla y sus corsarios hicieron los primeros movimientos, capturando 4 goletas con soldados, armas y municiones que envió el capitán general Benito Pérez Brito desde Panamá y Portobelo para Santa Marta. Cuando Rodríguez Torices estuvo ausente de la Cartagena, el vicepresidente Gabriel Gutiérrez de Piñeres hizo fusilar a algunos prisioneros porque inicialmente estuvieron en las fuerzas patriotas pero se cambiaron de bando. Ruiz de Porras se prestaba para hacer lo mismo a oficiales como el teniente coronel Joaquín Palacios, arrestado en Riohacha cuando Labatut le envió con una intimidación para que la ciudad se rindiera. Finalmente, Rodríguez Torices ordenó preparar la expedición, pues temía que llegara un nuevo capitán general en reemplazó de Pérez Brito y trajera refuerzos de la Capitanía General de Cuba.

## Fuerzas enfrentadas
Según José Manuel Restrepo la flotilla se componía de un bergantín, 2 goletas y varios buques menores reclutados entre las pocas naves que tenía el gobierno y los numerosos corsarios a su servicio. La tropa en tierra sumaba 1.000 plazas, una parte milicianos. Este último número es aceptado por Luis Capella Toledo y Jorge Mercado. Nicolás González Chaves los reduce a 700. Mariano Torrente creía que eran 800. Carlos Benedetti cree que eran 1.000 soldados pero solamente 700 desembarcaron.
Restrepo afirma que los realistas tenía 200 efectivos, principalmente milicianos indios valientes y decididos, con una batería de 6 piezas. González Chaves mantiene esa cifra. Capella Toledo los eleva a 700 hombres con 16 cañones. Torrente da una estimación mucho menor, apenas 60 hombres armados con fusiles y 160 con machetes pero animados por la predica del sacerdote local, Pío Pla. A estos se sumaban 600 hombres ocultos con Crespo al mando. Benedetti cree que el primer día lucharon 200 realistas y en el segundo 600 con una batería de 6 cañones.

## Batalla
Se determinó que la expedición viajaría por mar y luego buscaría un lugar adecuado donde desembarcar. También que las fuerzas terrestres estarían al mando del coronel francés Louis-Bernard Châtillon y que el propio Rodríguez Torices viajaría en ella para impartir las órdenes necesarias. Gutiérrez de Piñeres quedó a cargo del gobierno en Cartagena.
Después de amenazar el puerto de Santa Marta, la flotilla desembarcó en las ensenadas de Papáres y Toribio, inmediatas a Ciénaga. El 10 de mayo desembarcaron más de 100 republicanos y avanzaron por la sábana de Toribio (o la hacienda Papáres, a una legua de San Juan Bautista), donde el capitán de pardos Vicente Narciso Crespo les tendió una emboscada, matando a algunos y echando al resto de vuelta al mar.
En la mañana del 11 de mayo, Châtillon desembarcó con 600 hombres en las ensenadas, mientras que Crespo se atrincheró en la entrada del pueblo de San Juan Bautista, disponiendo su batería para defender el camino principal que conectaba la localidad con el caserío que había en Toribio. A las 15:00 horas su artillería rompió fuego sobre la columna patriota que avanzaba para desordenarla. Al parecer, el teniente de pardos, Tomás José Pacheco, ordenó que un piquete se ocultará detrás de la columna enemiga y dos más a los costados, disparando para que los republicanos se tiraran al suelo asustados al escuchar los primeros tiros y los lamentos de los heridos. Después de unos tiros iniciales, un tirador oculto en la retaguardia dio justo en una caja de pólvora y causó una gran explosión, luego vinieron las descargas por los costados.  Entonces los monárquicos formaron en tres pequeños cuerpos y cargaron sobre sus enemigos armados con machetes después de permanecer ocultos, que empezaron a retroceder bajo constante fuego realista. Los oficiales patriotas intentaron contener y reagrupar a sus hombres, pero les fue imposible. Al llegar a la playa encontraron que los botes y lanchas estaban anclados lejos de la orilla y fueron masacrados, pues los samarios no dieron cuartel. Sólo unos pocos lograron reembarcarse con la protección de la flotilla. Los indios de la comunidad de Mamatoco destacaron en la lucha.

## Consecuencias

### Bajas
Según Montenegro Colón, fueron 500 los muertos y prisioneros. Acorde a Restrepo y otros autores, quedaron más de 400 cadáveres republicanos, incluyendo Châtillon y 6 oficiales más, hubo 100 prisioneros y se capturó toda la artillería, municiones y armamento. Según Torrente toda la expedición murió, incluyendo el coronel francés, quien fue muerto en la playa. El pueblo samario aclamó a los vencedores al volver, especialmente a Pacheco. Dionisio Hermenegildo Araújo estima las bajas republicanas en 400 soldados, 16 oficiales y su comandante muertos y más de 100 prisioneros.

### Continuación del conflicto
Después del desastre, Rodríguez Torices volvió con los supervivientes a Barranquilla y finalmente Cartagena, asumió poderes dictatoriales para defender Cartagena. El desaliento fue general y se solicitaron refuerzos al Congreso por parte del vicepresidente, pero como no tenían recursos, tuvieron que pedírselos al presidente de Cundinamarca, Antonio Nariño, enemigo de Rodríguez Torices. También mandaron regresar a los neogranadinos que marchaban con el coronel Simón Bolívar, muchos obedecieron pero dejaron sus fusiles para armar a sus reemplazos.
Por último, Gutiérrez de Piñeres ofreció a todo extranjero que quisiera luchar contra los samarios las propiedades de los vencidos, a excepción de templos y edificios públicos. Esta medida final fue muy criticada por el Congreso, que no deseaba que pareciera una conquista, sin embargo, el daño estaba hecho y cuando fue conocida sólo convenció más a los samarios de luchar contra los cartageneros.
El 30 de mayo llegó a Santa Marta el capitán general de la Nueva Granada, Francisco José Montalvo y Ambulodi. Su presencia dio nuevos ánimos a los samarios para resistir. Cuando desembarcó el 1 de junio era acompañado por sólo 300 soldados, lo que causó molestias, debiendo aclarar que esperaba más refuerzos: «no era de creer se hubiese persuadido que con solo mi presencia se había de pacificar o sujeta el Nuevo Reino de Granada».